# Megachile zernyi
Megachile zernyi är en biart som beskrevs av Johann Dietrich Alfken 1933. Megachile zernyi ingår i släktet tapetserarbin, och familjen buksamlarbin. Inga underarter finns listade i Catalogue of Life.